# Didrik Arup Seip
Didrik Arup Seip (født 31. august 1884, død 3. maj 1963) var en norsk sprogforsker. Han var professor i norsk riksmål og senere i nordisk sprogvidenskab ved Universitetet i Oslo. Han var universitetets rektor i perioden 1937-41.
Mest kendt i offentligheden er Seip nok for sin rolle under anden verdenskrig. Han blev efter besættelsen medlem af en midlertidig regering, men i 1941 blev han afsat fra sin universitetspost og arresteret. Han kom herefter til at sidde først i det norske fængsel Grini og senere i koncentrationslejren Sachsenhausen i Tyskland. Johan Bernhard Hjort og dennes familie fik imidlertid udvirket, at han kom ud herfra og i stedet blev civilinterneret i Tyskland. Hjort og Seip lagde derefter en stor indsats i at indsamle oplysninger om skandinaviske fanger i Tyskland, og disse oplysninger kom til at danne grundlag for den store aktion med at befri fangerne med de hvide busser.
Forskningsmæssigt arbejdede Seip med udgivelsen af blandt andet en videnskabelig udgave af Henrik Ibsens samlede værker samt af Henrik Wergelands skrifter. Dertil kommer, at han skrev om norsk sproghistorie og i den forbindelse stod som fortaler for riksmål frem for nynorsk.